# 民主國之寶印
民主國之寶印是清末時期於臺灣成立的短命政權「臺灣民主國」所使用的國璽，目前印章本體仍然下落不明。

## 歷史
在1895年7月14日《馬關條約》簽訂以後，一些不願就此放棄臺灣的清朝官員及臺灣仕紳開始籌備反抗日本的計畫，同年5月14日由丘逢甲為首所率領的臺灣仕紳們與末任巡撫唐景崧密談，後發布《台民布告》，以向列強表達不願成為日本領土之想法，並為之後成立民主國的行為鋪路。
5月24日，把宣言當中的內容翻譯成英文並發送給各國的駐台機構，並於隔天25日上午展開建國典禮，宣告臺灣民主國之成立，同時唐景崧被推選為首任臺灣民主國大總統，改年號為永清，並宣告建都於臺北、啟用民主國之寶印，是為民主國國璽。
但在民主國成立後經歷了與日本之間的零星衝突並將首都南遷至臺南，途中遺失了這顆臺灣首面的國璽。